# Medgyesegyháza
Medgyesegyháza è un comune dell'Ungheria di 4 124 abitanti (dati 2001) . È situato nella contea di Békés.